# La corte di Mantova
La corte di Mantova, dal 1991 semplicemente La Corte, è stata una rivista trimestrale di letteratura, arte, saggistica e poesia fondata nel 1988 da Alessandro Gennari, Giovanni Pasetti, Adriano Amati, Stefano Iori, Mario Benini.
Nei suoi sei anni di vita vennero pubblicati 20 numeri, alcuni monografici, che ospitarono diversi autori, tra i quali Alberto Moravia, Carmelo Bene, Elémire Zolla, Silvio Ramat, Umberto Silva, Dario Bellezza, Luciano Erba, Erica Jong, Umberto Bellintani, Ruggero Guarini, Valentino Zeichen, Daniel Arasse.